# Сайко Наталія Петрівна
Наталія Петрівна Сайко (нар. 12 січня 1948, Таллінн, ЕССР, СРСР) — радянська, російська акторка театру і кіно. Заслужена артистка РРФСР (1989).

## Біографічні відомості
Закінчила Театральне училище ім. Б. Щукіна (1970). 
У 1970—1993 рр. — акторка Театру на Таганці.
З 1993 року — акторка театру «Співдружність акторів Таганки» під керівництвом Миколи Губенка.
У кіно — з 1968 року. Популярна актриса 70-х — 80-х років, зіграла близько сорока різнопланових ролей (найпомітніші роботи в картинах: «Я — актриса» (1980), «Голос» (1982), «Заповіт професора Доуеля» (1984) тощо). Багато знімалася в картинах союзних республік. 
Лауреат Призу МТФ в Празі (1970) у номінації Найкраща жіноча роль в кінокартині «Моя вулиця».
Знялася в українських фільмах: «Як гартувалася сталь» (1973–1975), «Зигзаг» (к/м, 1980), «Побачення» (1982), «Поки не випав сніг...» (1984), «Остання електричка» (1986, к/м), «Без сина не приходь!» (1986), «Ранкове шосе» (1988), «Дике кохання» (1993) та ін.

## Фільмографія
- «Сільський детектив» (1968, Зінка Анискина, дочка)
- «Десять зим за одне літо» /Zece ierni pe o vara (1969, Тінкуца; Молдова-фільм)
- «Моя вулиця» (1970, Маша Скворцова)
- «Вибух уповільненої дії» (1970, Ліза; Молдова-фільм)
- «Зовсім безнадійний» (1972, Мері Джейн)
- «Різні люди» (1973, Ніна Родіонова, сестра Володимира)
- «Як гартувалася сталь» (1973—1975, т/ф, 5 с, Тоня Туманова)
- «Лавина» (1975, Ольга)
- «Птахи наших надій» (1976, Лія; Узбекфільм)
- «Листи XII століття» (1976, фільм-спектакль, Надя)
- «Осінні дзвони» (1978, Чернавка)
- «Москва. Чисті ставки» (1978, фільм-спектакль, Валентина Михайлівна Жигуліна, лікар)
- «Старшина» (1978, Наташа)
- «Зигзаг» (к/м, 1980, Тетяна; реж. В. Федосов, Одеська кіностудія)
- «Я — актриса» (1980, Віра Федорівна Коміссаржевська)
- «Голос» (1982, Юлія Мартинова, актриса; реж. І. Авербах)
- «Побачення» (1982, Калерія Петрівна; реж. О. Ітигілов, студія ім. О. Довженка)
- «Місячна веселка» (1983, Бакуліна)
- «Летаргія» (1983, Ольга)
- «Жив-був Петро» (1983, Маша, дружина Петра; Беларусьфільм)
- «Божевільний день інженера Баркасова» (1983, Зоя Баркасова)
- «Маленька послуга» (1984, Галина Митрофанова; Молдова-фільм)
- «Поки не випав сніг...» (1984, Лариса Морозова; реж. І. Апасян, Одеська кіностудія)
- «Заповіт професора Доуеля» (1984, Анжеліка, Моніка, Єва)
- «Михайло Ломоносов» (1984—1986, Єлизавета Петрівна; реж. О. Прошкін)
- «Протистояння» (1985, т/с, Анна Кузьмівна Петрова, подруга Кротова)
- «Софія Ковалевська» (1985, Юлія Лермонтова)
- «Мій улюблений клоун» (1986, Аліса Польді)
- «Без сина не приходь!» (1986, мати Колі; реж. Р. Василевський, Одеська кіностудія)
- «Остання електричка» (1986, к/м, Ірина; реж. Е. Дмитрієв, Укртелефільм)
- «Пташине молоко» (1986, фільм-спектакль, Людмила Глазкова)
- «Одного разу збрехавши» (1987, емансипе (Емма Андріївна)
- «Ранкове шосе» ([1988, Лера; реж. В. Федосов, Одеська кіностудія)
- «Хліб — іменник» (1988, Улька)
- «Нетермінова весна» (1989, господиня, мати Русі і Петі)
- «Три сестри» (1989, фільм-спектакль, Наталія; реж. Ю. Любимов)
- «Сонячний день в кінці літа» (1992, к/с, Ольга Миколаївна; Білорусь)
- «Дике кохання» (1993, Раїса Миколаївна, вихователька в школі-інтернаті; реж. В. Новак, Одеська кіностудія) та ін.